# Receptor opioide mu
El receptor opioide mu o receptor opiode μ es un receptor opioide localizado principalmente en el cerebro y la médula espinal. Tiene importantes implicaciones en la analgesia y los efectos psicoactivos de todos los opioides. Es activado por los opioides como la morfina, el prototípico, aunque tiene alta afinidad por la encefalina.
Existen tres tipos de receptores opioides mu (μ):  μ1, μ2 y μ3.

## Tipos
Los tres tipos de receptores opioides son:
1. μ1: El tipo más conocido

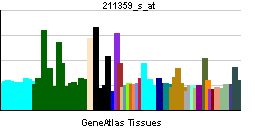
Patrón de expresión génica del receptor opioide μ_{1} (OPRM1).

1. μ2: Tiene como agonista selectivo el TRIMU5[1]
2. μ3: Más susceptible a los alcaloides opiáceos que a los péptidos.

## Localización
Los receptores μ se encuentran en:
- Hipotálamo, en el cerebro
- Ganglios sensoriales del sistema nervioso periférico[3]
- Pinealocitos de la glándula pineal
- Ojo